# Alphonsea kingii
Alphonsea kingii là một loài thực vật]] thuộc họ Annonaceae. Đây là loài đặc hữu của Malaysia. Chúng hiện đang bị đe dọa vì mất môi trường sống.